# Love Letter (mihimaru GTの曲)
「Love Letter」（ラブレター）は、mihimaru GTの23枚目のシングル。2010年2月10日発売。発売元はユニバーサルミュージック。

## 解説
- 2010年第1弾シングルであり、2010年2月24日リリースの5thオリジナルアルバム『mihimalogy』(ミヒマロジー)の先行シングル。
- 前作シングル「アン♥ロック」に続いて漫画「猿ロック」の映像化作品主題歌であり、17thシングル「ギリギリHERO」以来となる映画主題歌である。

## 収録曲
1. Love Letter
SDP/ショウゲート配給映画『猿ロック THE MOVIE』主題歌。
曲中には、ベートーヴェンのピアノソナタ第8番『大ソナタ悲愴』第2楽章がサンプリングされている。
2. アンビリーバボー feat. TAKUYA
日本テレビ系列『江川×堀尾のSUPERうるぐす』2010年2月-3月テーマソング。
花王 ロリエ 『Superスリムガード』CMソング。
2010年3月18日に稼動を開始したアーケードゲーム『jubeat Ripples APPEND』の収録曲として、他に収録される楽曲より一足早く決定している。また、このゲームでmihimaru GTとのタイアップも同時に決定している。
3. Love Letter (Instrumental)
4. アンビリーバボー feat. TAKUYA (Instrumental)

### DVD（初回盤のみ）
1. Love Letter -Video Clip-
2. Love Letter -Making-

## 参加ミュージシャン
1. Love Letter

- Guitar : 鈴木Daichi秀行
- Violin : クラッシャー木村
- Piano : 梶田茂
- Turntable : DJ NON
- Other Instruments : 鈴木Daichi秀行

## 収録アルバム
Love Letter
- mihimalogy
- mihimaballads
- THE BEST of mihimaru GT 2
- 10th Anniversary BEST 2003-2013
- THE SINGLE of mihimaru GT

アンビリーバボー feat. TAKUYA
- mihimania III〜コレクション アルバム〜
- 10th Anniversary BEST 2003-2013
- mihimania collection